# توون بانغال للرسوم المتحركة
استوديوا توون بانغال للرسوم المتحركة ToonBangla هو استوديو رسوم متحركة بنغلاديشية مقره في دكا. تشمل أعمال استوديوا توون بانغال البارزة Murgi Keno Mutant والرسوم المتحركة لبعض حلقات Meena ، إلخ.